# Піранга жовточерева
Піранга жовточерева (Piranga rubriceps) — вид горобцеподібних птахів родини кардиналових (Cardinalidae).

## Поширення
Вид поширений в Колумбії, Еквадорі та Перу. Мешкає у внутрішніх районах і на узліссях вологих гірських лісів.

## Опис
Дрібний птах завдовжки приблизно 17 см і вагою від 28 до 42 г. Самець переважно жовтуватого кольору з червоним капюшоном, який тягнеться від голови до грудей. Самиця схожа, але в цілому тьмяніша, і червона частина голови не поширюється на груди.

## Спосіб життя
Харчується комахами і фруктами. Зазвичай вони харчуються високо на деревах або ловлять комах у польоті.